# The Lion King: Original Motion Picture Soundtrack
The Lion King: Original Motion Picture Soundtrack ist das Soundtrack-Album zum Zeichentrickfilm Der König der Löwen und erschien am 31. Mai 1994 über das Label Walt Disney Records.

## Hintergrund und Entstehung
Für die Produktion des Soundtracks zu Der König der Löwen entschied man sich für den deutschen Filmkomponisten Hans Zimmer, da dieser mit Zwei Welten und Im Glanz der Sonne bereits Erfahrung mit in Afrika spielenden Filmen und traditioneller afrikanischer Musik hatte. Die musikalische Untermalung stellt eine ungewöhnliche Mischung aus Klassik (z. B. mit Anleihen bei Mozarts Requiem und Ave verum corpus) und traditionellen afrikanischen Klängen dar. Dazu holte Zimmer den südafrikanischen Musiker Lebo M ins Team, mit dem er bereits bei Im Glanz der Sonne zusammengearbeitet hatte. Lebo M und der von ihm zusammengestellte Zulu-Chor hatten starken Einfluss auf die afrikanischen Elemente der Filmmusik, dementsprechend enthalten viele der Lieder (Hintergrund-)Gesang in Zulu.
Für die Lieder engagierte man zudem den britischen Musiker Elton John, der die Melodien zu den von Tim Rice geschriebenen Texten komponierte. Dieser hatte bereits vorher bei Aladdin für Disney gearbeitet. Elton John taucht im Film selbst jedoch nicht als Sänger auf, sondern nur in separaten Versionen der Lieder Circle of Life, I Just Can’t Wait to Be King und Can You Feel the Love Tonight, wovon letzteres im Abspann gespielt wird. In einigen Songs sind die Synchronsprecher der Filmcharaktere als Sänger zu hören, darunter Rowan Atkinson, Jeremy Irons, Whoopi Goldberg, Cheech Marin, Jim Cummings, Nathan Lane, Ernie Sabella und Joseph Williams.
Tim Rice schrieb 15 verschiedene Versionen des Songs Can You Feel the Love Tonight, die immer anders arrangiert wurden. Eine eher komödiantisch ausgelegte Variante wurde komplett von den Filmcharakteren Timon und Pumbaa gesungen. Als man diese Elton John präsentierte, regte er an, sich stattdessen auf die Tradition klassischer Disney-Liebeslieder zu konzentrieren und die Gefühle des Liebespaars zueinander in den Mittelpunkt zu stellen. Die fertige Version ist deshalb eine Kombination aus Hintergrundgesang und dem Gesang von Simba und Nala, während Timon und Pumbaa nur die Einleitung bzw. den Schluss singen. Auch bei Circle of Life gelang es zunächst nicht, dem Lied den afrikanischen Stil zu verleihen, der für die Eröffnung des Films wichtig war. Die frühen, von Elton John komponierten Versionen waren eher popmusikartig und wurden von Dialogzeilen zur Vorstellung der Charaktere gefolgt. Erst die Bearbeitung durch Hans Zimmer und Lebo M verlieh dem Lied die gewünschte Wirkung und überzeugte die Produzenten, die komplette Eröffnung des Films ohne Dialog zu verwirklichen.
Auf der Original-Soundtrackversion ist nur vergleichsweise wenig von der Filmmusik enthalten, zudem sind die Musikstücke zusammengeschnitten und entsprechen nicht dem Originalablauf im Film.

## Covergestaltung
Das Albumcover zeigt den Löwen Simba, die Hauptfigur des zugehörigen Films Der König der Löwen, der auf einem Felsen steht und in den Himmel sieht. Rechts oben im Bild befinden sich die weißen und gelben Schriftzüge Walt Disney Pictures Presents, The Lion King, Original Motion Picture Soundtrack, Original Songs, Music by Elton John, Lyrics by Tim Rice und Score Composed by Hans Zimmer.

## Titelliste
| #  | Titel                                     | Musiker                                                                     | Länge |
| -- | ----------------------------------------- | --------------------------------------------------------------------------- | ----- |
| 1  | Circle of Life                            | Carmen Twillie und Lebo M                                                   | 3:59  |
| 2  | I Just Can’t Wait to Be King              | Jason Weaver, Rowan Atkinson, Laura Williams                                | 2:50  |
| 3  | Be Prepared                               | Jeremy Irons, Whoopi Goldberg, Cheech Marin, Jim Cummings                   | 3:40  |
| 4  | Hakuna Matata                             | Nathan Lane, Ernie Sabella, Jason Weaver, Joseph Williams                   | 3:33  |
| 5  | Can You Feel the Love Tonight             | Joseph Williams, Sally Dworsky, Nathan Lane, Ernie Sabella, Kristle Edwards | 2:57  |
| 6  | This Land (Instrumental)                  | Hans Zimmer                                                                 | 2:55  |
| 7  | …To Die For (Instrumental)                | Hans Zimmer                                                                 | 4:17  |
| 8  | Under the Stars (Instrumental)            | Hans Zimmer                                                                 | 3:54  |
| 9  | King of Pride Rock (Instrumental)         | Hans Zimmer                                                                 | 5:59  |
| 10 | Circle of Life                            | Elton John                                                                  | 4:51  |
| 11 | I Just Can’t Wait to Be King              | Elton John                                                                  | 3:36  |
| 12 | Can You Feel the Love Tonight (End Title) | Elton John                                                                  | 3:59  |

## Musikpreise
Bei der Oscarverleihung 1995 erhielt The Lion King: Original Motion Picture Soundtrack den Preis in der Kategorie Beste Filmmusik. Ebenso wurde es bei den Golden Globe Awards 1995 für die Beste Filmmusik ausgezeichnet sowie bei den Grammy Awards 1995 als Bestes Musikalbum für Kinder. Außerdem erhielt das von Elton John gesungene Lied Can You Feel the Love Tonight den Oscar und Golden Globe als Bester Song.

## Kommerzieller Erfolg

### Chartplatzierungen und Singles
The Lion King: Original Motion Picture Soundtrack stieg am 12. Dezember 1994 auf Platz 25 in die deutschen Albumcharts und erreichte drei Wochen später mit Rang sieben die höchste Position, auf der es sich fünf Wochen lang hielt. Insgesamt konnte sich das Album 23 Wochen in den Charts halten, davon acht Wochen in den Top 10. In den Vereinigten Staaten hielt sich das Album zehn Wochen an der Chartspitze und 89 Wochen in den Top 200. Ebenfalls Platz eins belegte es unter anderem in der Schweiz und in Neuseeland. In den deutschen Jahrescharts 1995 erreichte The Lion King: Original Motion Picture Soundtrack Rang 37, während es in den Vereinigten Staaten 1994 Position vier belegte.
| ChartsChartplatzierungen       | Höchstplatzierung | Wochen |
| ------------------------------ | ----------------- | ------ |
| Deutschland (GfK)              | 7 (23 Wo.)        | 23     |
| Österreich (Ö3)                | 4 (22 Wo.)        | 22     |
| Schweiz (IFPI)                 | 1 (27 Wo.)        | 27     |
| Vereinigte Staaten (Billboard) | 1 (89 Wo.)        | 89     |

| ChartsJahrescharts (1994)      | Platzierung |
| ------------------------------ | ----------- |
| Vereinigte Staaten (Billboard) | 4           |

| ChartsJahrescharts (1995)      | Platzierung |
| ------------------------------ | ----------- |
| Deutschland (GfK)              | 37          |
| Österreich (Ö3)                | 17          |
| Schweiz (IFPI)                 | 19          |
| Vereinigte Staaten (Billboard) | 10          |

Als erste Single des Soundtracks wurde am 12. Mai 1994 der von Elton John gesungene Song Can You Feel the Love Tonight ausgekoppelt, der Platz 14 der deutschen Charts erreichte und sich 26 Wochen in den Top 100 hielt. Die zweite Auskopplung Circle of Life, die ebenfalls von Elton John interpretiert wurde, erschien am 31. Mai 1994 und belegte Rang zehn in Deutschland, wo es sich 19 Wochen in den Charts halten konnte.

### Auszeichnungen für Musikverkäufe
| Professionelle Bewertungen | Professionelle Bewertungen |
| -------------------------- | -------------------------- |
| Kritiken                   |                            |
| Quelle                     | Bewertung                  |
| allmusic                   | [ 14 ]                     |

The Lion King: Original Motion Picture Soundtrack wurde 1996 für mehr als 1,5 Millionen verkaufte Einheiten in Deutschland mit einer dreifachen Platin-Schallplatte ausgezeichnet, womit es zu den meistverkauften Musikalben hierzulande gehört. Im Jahr 1995 erhielt es in den Vereinigten Staaten für über zehn Millionen Verkäufe eine Diamant-Schallplatte (zehnfach Platin). Weltweit wurde das Album für mehr als 16 Millionen verkaufte Exemplare ausgezeichnet und ist damit der erfolgreichste Soundtrack zu einem Zeichentrickfilm.
| Land/Region                  | Auszeichnungen für Musikverkäufe (Land/Region, Auszeichnung, Verkäufe) | Verkäufe    |
| ---------------------------- | ---------------------------------------------------------------------- | ----------- |
| Australien (ARIA)            | 4× Platin                                                              | 280.000     |
| Belgien (BRMA)               | Platin                                                                 | 50.000      |
| Dänemark (IFPI)              | Platin                                                                 | 20.000      |
| Deutschland (BVMI)           | 3× Platin                                                              | 1.500.000   |
| Europa (IFPI)                | 3× Platin                                                              | (3.000.000) |
| Frankreich (SNEP)            | Platin                                                                 | 1.200.000   |
| Italien (FIMI)               | —                                                                      | 600.000     |
| Japan (RIAJ)                 | Gold                                                                   | 150.000     |
| Kanada (MC)                  | Diamant                                                                | 1.000.000   |
| Mexiko (AMPROFON)            | Gold                                                                   | 100.000     |
| Neuseeland (RMNZ)            | 4× Platin                                                              | 60.000      |
| Niederlande (NVPI)           | Platin (Mercury) · + Gold (Universal)                                  | 140.000     |
| Österreich (IFPI)            | Platin                                                                 | 50.000      |
| Polen (ZPAV)                 | Gold                                                                   | 50.000      |
| Schweden (IFPI)              | Gold                                                                   | 50.000      |
| Schweiz (IFPI)               | 2× Platin                                                              | 100.000     |
| Vereinigte Staaten (RIAA)    | Diamant                                                                | 10.000.000  |
| Vereinigtes Königreich (BPI) | Platin (Original) · + Gold (Re-Issue)                                  | 400.000     |
| Volksrepublik China (IFPI)   | —                                                                      | 1.000.000   |
| Insgesamt                    | 6× Gold · 22× Platin · 2× Diamant ·                                    | 16.750.000  |

## Deutsche Originalversion
Die deutsche Originalversion des Soundtracks mit den deutschen Synchronstimmen wurde 1994 von Polydor veröffentlicht. Die deutsche Version war 21 Wochen in den deutschen Albumcharts, mit einer Höchstposition von neun über zwei Wochen. Die Synchronstimme von Zazu war ursprünglich Uwe Paulsen, der aber in der Filmversion von Eberhard Prüter ersetzt wurde. Auf der Deutschen Original Soundtrackversion ist aber noch Uwe Paulsen im Lied "Ich Will Jetzt Gleich König sein" zu hören. Das führt zu einem Textunterschied beim Lied „Ich will jetzt gleich König sein“. So heißt es in der deutschen Synchronisation der Soundtrackversion: „Das geht zu weit, du Naseweis! Nun höre endlich zu!“, während es in der Filmversion heißt: „Ich glaube du verstehst mich nicht. Nun höre endlich zu!“ Der 2002 veröffentlichte deutsche Musical Soundtrack benutzt für das Lied denselben Songtext wie der original deutsche Musiksoundtrack. Die  Filmversion und Soundtrackversion aus dem Jahr 2019 benutzen den Songtext der Original-Filmversion.